# 安德烈·莱昂·塔利
安德烈·萊昂·塔利（英語：André Leon Talley，1948年10月16日—2022年1月18日）是美國一名時尚記者、造型師、創意總監、作者和美國版《時尚》雜志特約編輯。他於1983年至1987年擔任美國版《時尚》雜志的時尚新聞總監；隨後於1987年至1995年出任該雜志的時尚創意總監，他也是該雜志的首位非裔男性時尚創意總監；后又於1998年至2013年擔任該雜志的特約編輯。塔利被普遍視爲時尚偶像，他以支持新進設計師和倡導時尚產業多元化而聞名；而他所穿著的披肩斗篷、卡夫坦及長袍都成爲他的標志性造型。同時他還在《全美超模新秀大賽》的第14季到第17季擔任評委。
安德烈·萊昂·塔利還撰寫了多本書籍，其中《小黑裙（Little Black Dress）》、《安德烈·萊昂·塔利回憶錄（A.L.T.: A Memoir）》和《雪紡戰壕（The Chiffon Trenches）》都曾登上過“紐約時報暢銷書榜”；同時他還與理查德·伯恩斯坦合著了《巨星（Megastar）》。2013年，塔利曾出任過俄羅斯版《大都市》的特約編輯，但後來因爲俄羅斯通過一項反對LBGT社群的立法而辭職。他也曾與安迪·沃荷在《訪問》、《女裝日報》、《W》、《烏木》和《紐約時報》等多份報刊上合作過。他還是貝拉克·奧巴馬和米歇爾·奧巴馬在白宮期間的造型師；并且也是梅拉尼婭·特朗普與唐納德·特朗普的婚禮造型師。
2020年，他獲得法國頒發的藝術與文學勳章；次年他又因在文學上的貢獻而獲得北卡羅萊納獎。他曾在時尚題材紀錄片《時尚惡魔的盛宴》和《時尚惡魔的聖經》中出境，同時也是凱特·諾瓦克（Kate Novack）所執導的紀錄片《時尚教主的福音（The Gospel According to André）》的主題人物。

## 早年境況
安德烈·萊昂·塔利於1948年10月16日出生在美國的華盛頓哥倫比亞特區；他的母親名叫阿爾瑪·魯斯·戴維斯（Alma Ruth Davis），而他的父親則是出租車司機威廉·卡羅爾·塔利（William Carroll Talley）。在塔利的祖輩中，至少有一人曾經是佃農；而他的外祖父約翰·戴維斯（John Davis）則曾在法國參加過第一次世界大戰。塔利的父母將塔利托付給他的外祖母賓妮·弗蘭西斯·戴維斯（Binnie Francis Davis）撫養，而賓妮當時是杜克大學的清潔女工。

## 主要著作
| 作品名                            | 出版年份 | 出版商               | 國際標準書號       |
| --------------------------------- | -------- | -------------------- | ------------------ |
| 雪紡戰壕                          | 2020年   | 哈珀柯林斯英國出版社 | ISBN 9780008342357 |
| 奧斯卡·德拉倫塔：他的傳奇風格世界 | 2015年   | 雷佐尼出版社         | ISBN 9780847847174 |
| 小黑裙                            | 2013年   | 阿蘇林出版社         | ISBN 9780847840571 |
| 安德烈·萊昂·塔利：365＋           | 2005年   | 能源厰圖書           | ISBN 9781576872406 |
| 黛安·馮·菲斯滕貝格：裹身裙        | 2004年   | 阿蘇林出版社         | ISBN 9782843235245 |
| 安德烈·萊昂·塔利：回憶錄          | 2003年   | 維拉德圖書           | ISBN 9780375508288 |
| 19世紀法國繪畫和散文中的北非人物  | 1973年   | 布朗大學             | 不適用             |

### 合著作品
| 作品名               | 合著者                            | 出版年份 | 出版商       | 國際標準書號       |
| -------------------- | --------------------------------- | -------- | ------------ | ------------------ |
| 夏帕瑞麗和藝術家們   | 蘇西·門克斯 / 克里斯蒂安·拉克魯瓦 | 2017年   | 雷佐尼出版社 | ISBN 9780847860456 |
| 華倫天奴：皇帝的餐桌 | 瓦倫蒂諾·格拉瓦尼                 | 2014年   | 阿蘇林出版社 | ISBN 9781614282938 |
| 巨星                 | 理查德·伯恩斯坦                   | 1984年   | 英迪戈圖書   | ISBN 9780394623054 |

## 獎項榮譽
| 年份   | 獎項                      | 頒獎機構           |
| ------ | ------------------------- | ------------------ |
| 2021年 | 北卡羅萊納文學獎          | 北卡羅萊納獎委員會 |
| 2020年 | 藝術與文學騎士勳章        | 法國文化部         |
| 2008年 | 名譽人文學博士            | 薩凡納藝術設計學院 |
| 2003年 | 尤金尼亞·謝潑德時尚記者獎 | 美國時裝設計師協會 |

## 外部連接
- 安德烈·萊昂·塔利在互联网电影资料库（IMDb）上的資料（英文）
- 安德烈·萊昂·塔利的X（前Twitter）